# Чо Сок Хван
Чо Сок Хван (кор. 조석환?, 趙石煥?; 15 октября 1979) — южнокорейский боксёр, бронзовый призёр Олимпийских игр 2004 года.